# LHS 3844b
LHS 3844 b es un exoplaneta que orbita la enana roja LHS 3844, descubierto utilizando el Satélite de Sondeo de Exoplanetas en Tránsito (TESS) en un tránsito primario. Orbita a su estrella madre una vez cada 11 horas y su radio es 1,32 veces mayor que el de la Tierra. Tiene un albedo bajo, lo que indica que su superficie puede parecerse a la de la Luna o Mercurio. LHS 3844 b probablemente no tiene atmósfera, ya que casi no llega calor a su lado nocturno, y tiene una temperatura en el lado diurno de 1.040 K (770 °C).
Se encuentra a una distancia de unos 48,56 años luz de la tierra.
La temperatura del lado diurno es de 1,040 ± 40 K (770 °C)  y una temperatura del lado nocturno consistente con cero kelvin. Los datos descartan atmósferas gruesas con presiones superficiales superiores a 10 bar, por lo que al tener una fina atmósfera hace que el terreno del planeta sea susceptible a la erosión por el viento estelar. Lo que sugiere un modelo de roca con un albedo de bajo (inferior a 0,2). Estos resultados apoyan las predicciones teóricas de que los planetas terrestres calientes que orbitan alrededor de estrellas pequeñas pueden no retener atmósferas sustanciales.
Para explicar la falta de atmósfera, se ha propuesto que el planeta se formó en el interior de la línea de nieve del sistema estelar, porque si se formó más allá de la línea de nieve habría transportado volátiles, en la superficie y en una atmósfera espesa, que según los modelos de pérdida atmosférica debería haber sido suficiente para sostener una atmósfera hasta el presente. El planeta probablemente también se formó con un manto de desgasificación pobre en volátiles, porque si el manto era similar en constitución al de la Tierra, con placas tectónicas, entonces todavía debería tener una atmósfera espesa, a menos que la enana roja estalló constantemente a un ritmo inusualmente extremo que aún no se considera en los modelos de pérdida atmosférica. Una explicación alternativa para la falta de atmósfera podría ser a través de un gran evento de impacto, uno con el impulso suficiente para despojar al planeta de su atmósfera y una gran parte de su manto.